# Carl Gottlob Heinrich Arndt

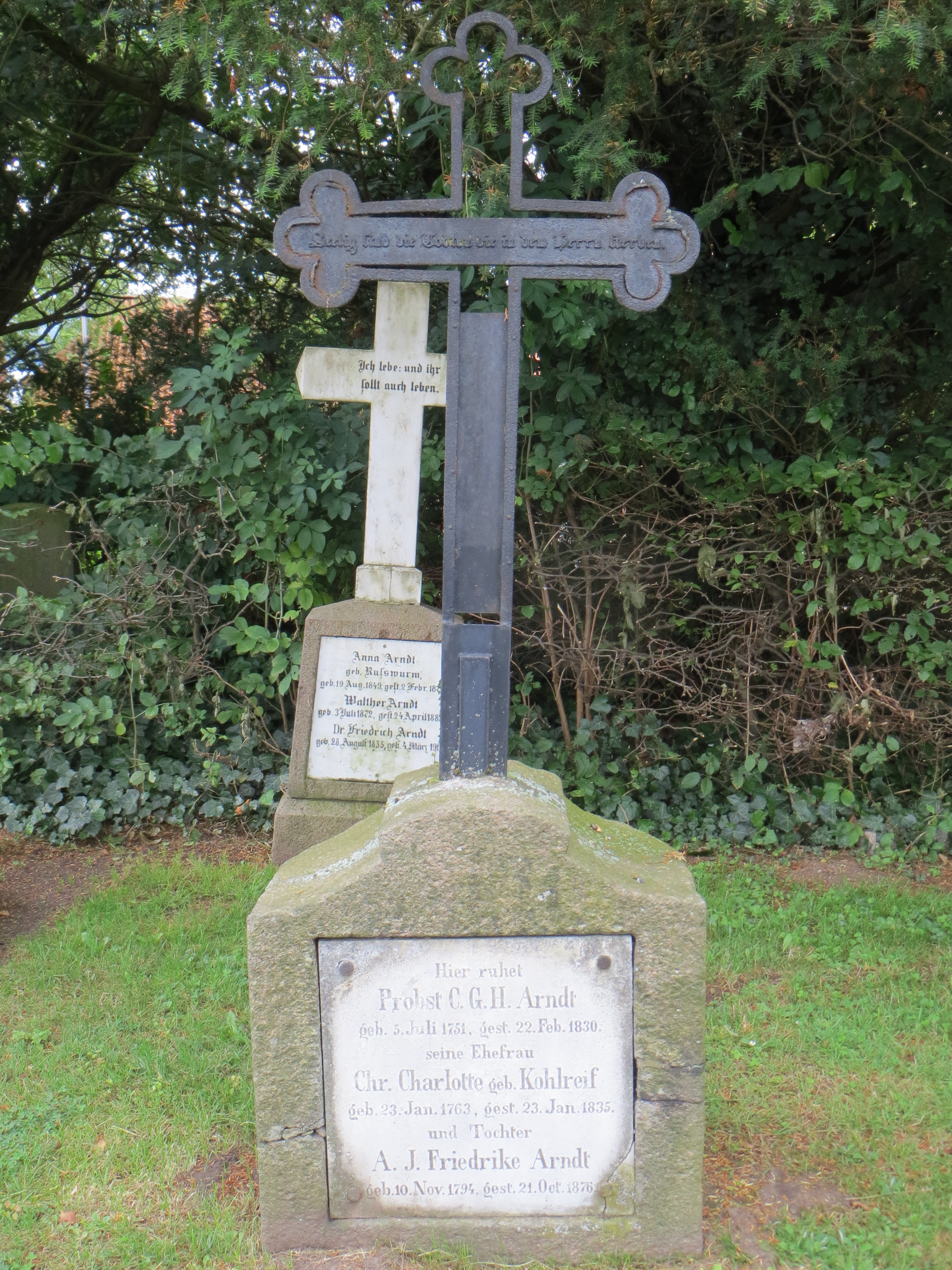
Grabstelle Carl Gottlob Heinrich Arndts und seiner Familie auf dem Friedhof am Ratzeburger Dom

Carl Gottlob Heinrich Arndt (* 5. Juli 1751 in Neustadt Eberswalde; † 22. Februar 1830 in Domhof Ratzeburg) war ein deutscher evangelisch-lutherischer Geistlicher und Dompropst am Ratzeburger Dom.

## Leben
Carl Gottlob Heinrich Arndt war ein Sohn des Eberswalder Apothekers und Stadtkämmerers Peter Arndt und dessen Ehefrau Dorothea Katharina, geb. Schulz. Er besuchte die Schule in Eberswalde und ab 1767 das Joachimsthalsche Gymnasium in Berlin. 1769 starb sein Vater. Mit Hilfe von Stipendien konnte er von 1770 bis 1772 an der Universität Halle Theologie studieren. Er nahm dann Hauslehrerstellen an, zunächst in Berlin, dann in Nemerow. 1783 wurde er Pastor der Dorfkirche Herrnburg.
1802 wurde er zum Präpositus für das Fürstentum Ratzeburg, Konsistorial-Assessor und Domprediger am Ratzeburger Dom berufen. Zu seinen Aufgaben gehörte die Aufsicht über die Pfarreien des Fürstentums und auch die Verwaltung des sehr bedeutenden Vermögens (Ärar) der Domkirche. Es gelang ihm, dieses durch die schwierigen Zeiten hindurch zu erhalten und seine Verwaltung zu verbessern. 1822 erhielt er einen Kirchenprocurator zu seiner administrativen Unterstützung. Am 24. Januar 1830 traf ihn der Raub der von Hartwig von Bülow 1634 gestifteten silbernen Apostelfiguren aus dem Hochaltar hart. Bei einem Ortstermin dazu im Dom zog er sich eine Erkältung zu, die schließlich zu Brustwassersucht und zu seinem Tod führte.
Seit 1786 war er verheiratet mit Charlotte Christiane, geb. Kohlreif (* 23. Januar 1763; † 23. Januar 1835), der Tochter seines Vorgängers in Herrnburg, einer Nachkommin von Gottfried Kohlreif. Von den Kindern des Paares wurde Karl Friedrich Ludwig (1787–1862) der vorletzte Rektor der Ratzeburger Domschule und dann Pastor in Schlagsdorf, Karl Franz Gottfried (1790–1874) Konrektor des Gymnasiums Neubrandenburg; die Tochter Dorothea Wilhelmine (1792–1869) heiratete den Pastor Johann Georg Rußwurm (1781–1848) in Selmsdorf und wurde die Mutter von Karl Friedrich Wilhelm Rußwurm und Johannes Rußwurm.